# Spliceozom
Spliceozom je velký ribonukleoproteinový komplex, nacházející se především v jádře eukaryotických buněk. Je tvořen částicemi snRNP (small nuclear RiboNucleoProtein - malý jaderný ribonukleoprotein), které jsou složené z molekul snRNA (small nuclear RiboNucleic Acid - malá jaderná RNA) a různých proteinů. RNA zde má zřejmě funkci katalyzátoru (enzymu), jedná se tedy o ribozym. V spliceozomu probíhá splicing (sestřih), tedy odstraňování intronů z pre-mRNA.
Spliceozom je tedy drobná jaderná organela, která se podílí na genové expresi. Katalyzuje splicing, kterým z pre-mRNA odstraňuje introny (nekódující sekce) a propojuje exony (kódující sekce). Spliceozom se proto podílí na zrání pre-mRNA na mRNA, která je šablonou pro tvorbu bílkovin.
Sestřih si lze představit jako filmový střih, který z původního natočeného filmu selektivně vystřihne irelevantní nebo nesprávný materiál (ekvivalent intronů)  a pošle vyčištěnou verzi k finálnímu zpracování (ekvivalent exonu).

## Složení spliceozomu

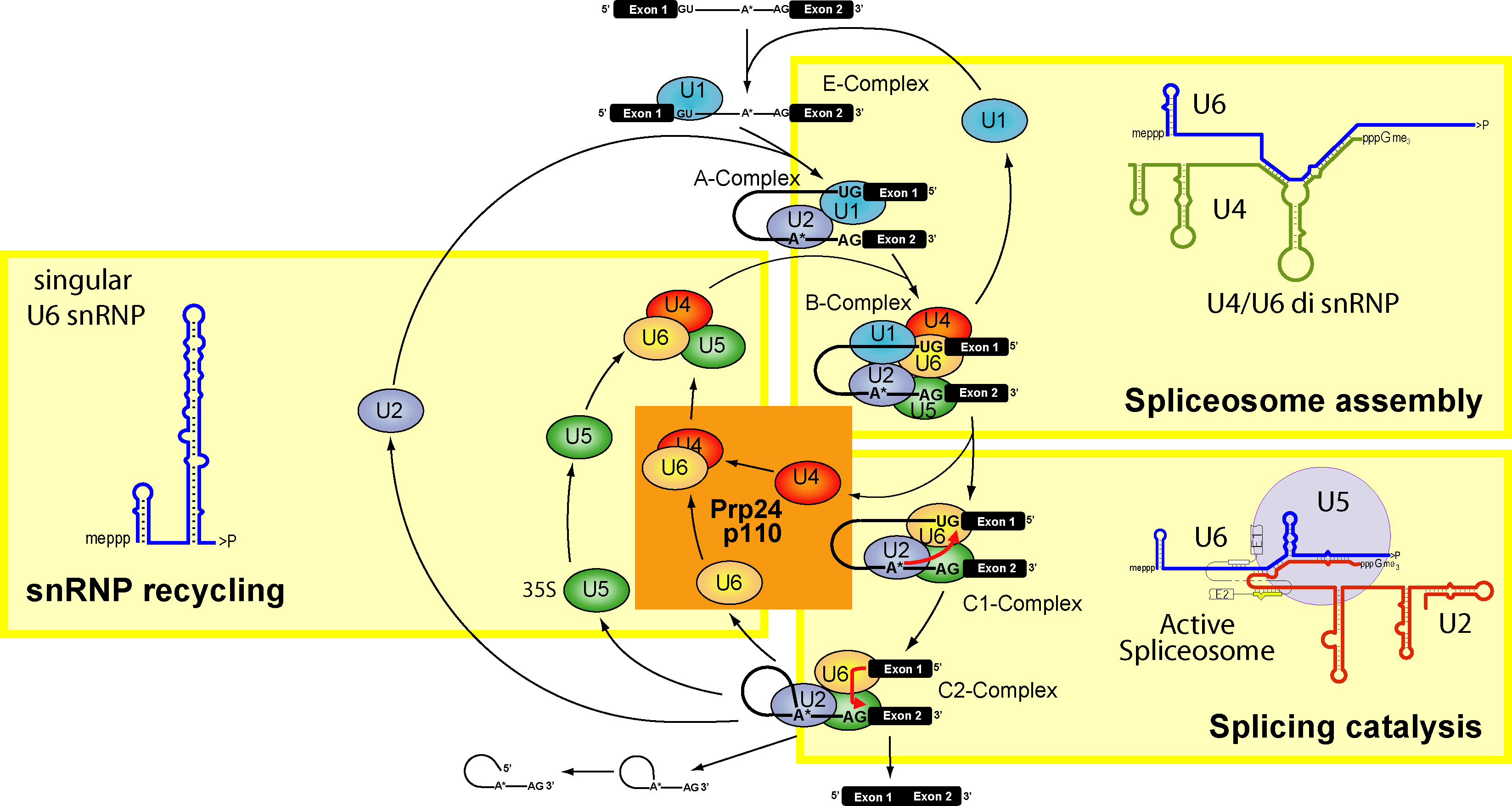
Spliceozomový sestřihový cyklus. Sestřih lze rozdělit do tří na sebe navazujících fází: postupná konstrukce spliceozomu (spliceosome assembly), strukturální přeuspořádání a aktivace s následným sestřihem(splicing catalysis) a recyklace jednotlivých podjednotek (snRNP recycling).

Spliceozom se skládá z pěti snRNP a řady proteinů nebo komplexů proteinů. Vyskytují se na každé exon - intronové křižovatce v pre-mRNA. Introny obsahují specifické sekvenční prvky, které jsou rozpoznány a využity během sestřihu. Patří mezi ně místo 5' koncového spoje, sekvence bodu větvení, polypyrimidinová část a místo 3' koncového spoje. Spliceozom tak katalyzuje odstranění intronů a spojení bočních exonů.
Splceozomy jsou dva - hlavní a menší:
- Hlavní spliceozom (major spliceozom) tvoří snRNP, které se nazývají U1, U2, U4, U5 a U6, neboť jsou bohaté na uridin. Hlavní spliceozom zpracovává více než 95% intronů v lidských buňkách.
- Menší spliceozom (minor spliceozom) má jiné složení snRNP. Místo U1 a U2 má U11 a U12, místo U4 a U6 má U4atac nebo U6atac. Menší spliceozom zpracovává hlavně atypické atac-introny z eukaryotické pre-mRNA v rostlinách, hmyzu, obratlovcích a některých houbách. V lidských buňkách zpracovává pouze kolem 1% všech intronů.

### snRNA
snRNA je typ nekódující RNA, která se podílí na procesu zvaném splicing, při němž dochází k vystřižení intronů z pre-mRNA. snRNA je zajímavá tím, že je schopná katalytické aktivity, kterou obvykle zajišťují pouze proteiny. Je schopná rozeznat na vláknu mRNA místa, kde končí exon a kde začíná intron. Umožňuje tak spolu s několika proteiny vystřihnutí nekódujících sekvencí.

### snRNP
snRNP je komplex složený z snRNA a několika bílkovinných podjednotek. Kombinací několika snRNP dále vzniká spliceozom. Jednotlivé snRNP se pojmenovávají podle snRNA, kterou obsahují. Například U4/U6 snRNP obsahuje U4 a U6 snRNA.

### Ribozym
Ribozym (RNA enzym) je katalyticky aktivní molekula RNA, která funguje jako enzym. Ribozymy nejčastěji katalyzují štěpení cukr-fosfátové páteře RNA a to buď vlastního vlákna (cis-acting, cis-účinkující) nebo vlákna jiné RNA (trans-účinkující). Objevením ribozymů padla teorie, že biologickými katalyzátory mohou být pouze proteinové enzymy. Také to podpořilo teorii, že v určité etapě vývoje života na Zemi to byly právě molekuly RNA, které sloužily jako hlavní biologické katalyzátory a zároveň byly schopné přenášet genetickou informaci.